# سام بويد
سام بويد (بالإنجليزية: Sam Boyd)‏ هو شخصية أعمال أمريكي، ولد في 23 أبريل 1910 في إنيد في الولايات المتحدة، وتوفي في 15 يناير 1993 في لاس فيغاس في الولايات المتحدة.